# Wendy Hoyte
Wendy Hoyte (Reino Unido, 17 de diciembre de 1957) es una atleta británica retirada especializada en la prueba de 4 x 100 m, en la que ha conseguido ser subcampeona europea en 1982.

## Carrera deportiva
En el Campeonato Europeo de Atletismo de 1982 ganó la medalla de plata en los relevos 4 x 100 metros, con un tiempo de 42.66 segundos, llegando a meta tras Alemania del Este y por delante de Francia (bronce).